# Ångorgel
Calliope är också en latinsk stavning av namnet på musan Kalliope i grekisk mytologi.

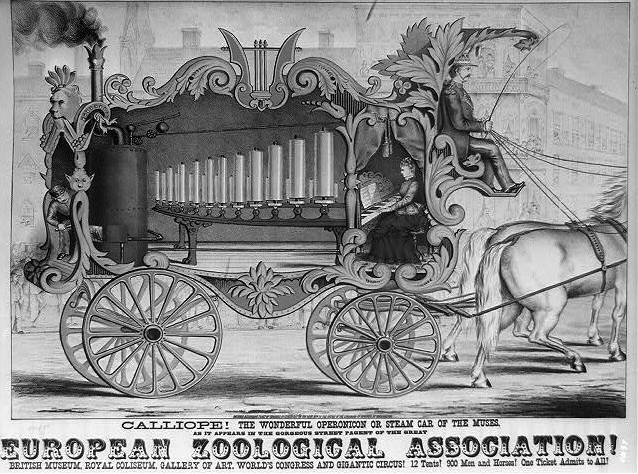
En ångorgel under en cirkusparad

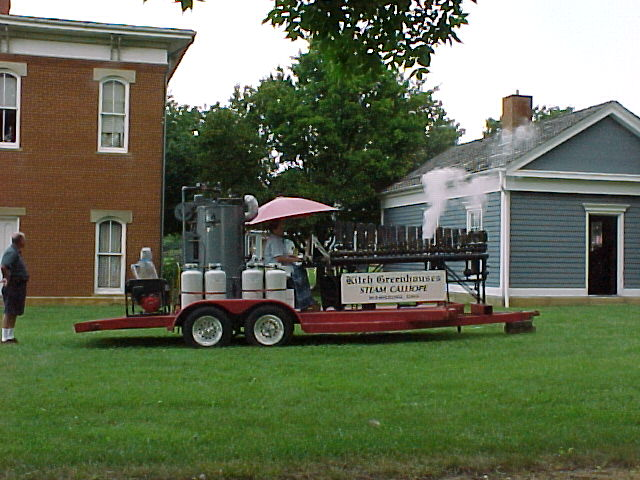
Kitch Greenhouse Steam Calliope, 2006

Ångorgel, calliope, är en orgel med täckta pipor vilka till skillnad från en vanlig orgel anblåses med ånga i stället för luft: När spelbordets tangenter trycks ned öppnas (direkt eller elektromekaniskt) spelventiler som släpper ångan till piporna i en enda stämma. De största ångorglarna täcker många oktaver men på samma sätt som i fråga om klockspel kan omfånget hos en ändå fullt spelbar ångorgel begränsas högst avsevärt.
Ångorgeln uppfanns av Joshua Stoddard och han fick patent på instrumentet 1855. Stoddard hade från början för avsikt att instrumentet skulle användas i kyrkor, men snart användes det även för att dra uppmärksamhet till cirkusparader, demonstrationer, karnevaler och flodbåtar.
I Sverige finns en transportabel, mekanisk ångorgel med tio pipor som visats upp vid olika ångevenemang, exempelvis på Skärgårdsbåtens dag, då vanligen ombord på fartyget S/S Ejdern eller S/S Mariefred vilka på ledningen till ångvisslan har ett ånguttag till vilket ångorgeln ansluts. Ångorgeln kan ställas in att arbeta med ånga av högst varierande tryck (2-10 atmosfärer = 0,2-1,0 MPa). Den spelande måste bära hörselskydd.